# Anomala shimensis
Anomala shimensis är en skalbaggsart som beskrevs av Lin 2000. Anomala shimensis ingår i släktet Anomala och familjen Rutelidae. Inga underarter finns listade i Catalogue of Life.